# 阿勒根 (密歇根州)
阿勒根（英語：Allegan）是一個位於美國密歇根州阿勒根縣的城市。根據2010年美國人口普查，該地共有人口4,998人，而該地的面積約為11.03平方千米。同時該地也是阿勒根縣的縣治。

## 地理
阿勒根的座標為42°31′35″N 85°51′19″W / 42.52639°N 85.85528°W，而該地的平均海拔高度為199米（即653英尺）。